# Райт, Бен
Бенджамин Хантингтон Райт (англ. Benjamin Huntington Wright; род. 5 мая 1915, Лондон, Англия, Великобритания — 2 июля 1989, Бербанк, Лос-Анджелес, Калифорния, США) — британский и американский актёр. Наиболее известен по роли Зеллера в фильме «Звуки музыки».

## Биография
Родился 5 мая 1915 года в Лондоне. Его мать — англичанка, отец — американец. В возрасте 16 лет поступил в Королевскую академию драматического искусства. После её окончания сыграл в нескольких постановках в Вест-Энде. В 1946 году приехал в США на свадьбу и обосновался в Голливуде.

## Карьера

### Радио
Райт активно работал на американском радио. Среди его работ на радио — «Шерлок Холмс».

### Кино и телевидение
Сыграл небольшие роли в таких фильмах, как «Путешествие к центру Земли», «Нюрнбергский процесс» «Моя прекрасная леди», «Азарт удачи». Наибольшую известность актёру принесла роль антагониста Зеллера (Целлера) в фильме «Звуки музыки», получившем кинопремию Оскар за лучший фильм.
Также озвучивал мультфильмы «101 далматинец», в котором сыграл Роджера, владельца далматинцев, и Книга джунглей, в котором сыграл волка Раму. В мультфильме «Русалочка», премьера которого состоялась уже после смерти актёра, озвучил Гримсби.
Снимался на телевидении в таких сериалах как «Сумеречная зона» и «Перри Мейсон».

## Личная жизнь
Был женат на актрисе Джоан Кемп-Уэлч. Также на момент смерти был женат на Мюриел Луиз-Робертс. У него было двое детей, сын и дочь.

### Смерть
Умер в Бербанке от осложнений после операции на сердце в возрасте 74 лет.